# 程锡琮
程锡琮，字栏止，岑山渡程氏家族的成员，原籍江南徽州府歙县岑山渡，寄籍六安州，清雍正二年甲辰科（1724年）进士3甲第68名。雍正七年任河南省柘城县知县，雍正十年任阌乡县知县。不久调任礼部祠祭司主事。